# Соня Блейд
Соня Блейд (англ. Sonya Blade, чаще всего просто Соня) — персонаж из вселенной Mortal Kombat, созданной Эдом Буном и Джоном Тобиасом. Дебютируя в Mortal Kombat 1992 года, положившей начало одноимённой серии, она стала последним дополнением в игре, поскольку разработчики тогда углубились в цикл разработки и решили, что им нужен женский персонаж. Согласно канонам серии лейтенант Соня Блейд является командиром спецназа армии США, а позднее специализированного правительственного учреждения. Её целью в большинстве выпущенных видеоигр было поймать Кано и ликвидировать его банду «Чёрный Дракон» (англ. Black Dragon). Вскоре к ней присоединился напарник Джакс Бриггс, а в более поздних играх ей помогает дочь Кэсси Кейдж.
Соня появляется почти во всех играх серии Mortal Kombat с момента её создания, а также в альтернативных медиа-источниках франшизы, таких как два художественных фильма, мультсериал «Смертельная битва: Защитники Земли» и веб-сериал «Смертельная битва: Наследие», печатные издания с ней представлены новеллизациями фильмов и серией комиксов, в дополнении к некоторым официальным товарам.

## Появления

### В играх
Лейтенант Соня Блейд стала одним из главных героев серии Mortal Kombat. Она родом из Остина, штат Техас, и является офицером спецназа армии США во втором поколении, следуя по стопам своего отца майора Германа Блейда (другие члены семьи включают мать Сони, Эрику и умершего брата-близнеца Даниэля). Майор Джексон «Джакс» Бриггс становится её командиром и хорошим другом, стабилизирующим импульсивную Соню. У неё давняя вражда с головорезом, известным как Кано, который отстаивает всё, что Соня презирает.
В оригинальной игре Mortal Kombat (1992) отряд Сони преследовал Кано, лидера международной преступной организации «Чёрный Дракон». После того, как он прыгнул на борт старой джонки, чтобы избежать задержания, Соня и её товарищи последовали за ним на отдалённый остров, где Шан Цзун проводил турнир «Смертельная битва». Прибыв на место, они попали в засаду личной гвардии Шан Цзуна, и Соня была вынуждена принять участие в турнире, чтобы спасти жизни своих товарищей. Однако Шан Цзун не собирался выполнять свою часть сделки и бойцы из её подразделения были убиты. После того, как Шан Цзун был побеждён Лю Каном в финальной битве, Соня объединилась с Джонни Кейджем и Кано, чтобы сразиться с Горо над ямой высоко на мосту. Во время битвы остров начал рассыпаться, а Соня и Кано были взяты в плен Шан Цзуном, желавшим угодить Шао Кану, императору Внешнего Мира. Соне удалось послать Джаксу сигнал из Внешнего Мира, и во время событий Mortal Kombat II (1993) он отправился туда, чтобы найти её. Джакс установил контакт с другими воинами Земного Царства, и вместе они узнали о плане вторжения Шао Кана на Землю. Прежде чем попасть в плен, Соня и Кано были вынуждены забыть о своих разногласиях и работать вместе, чтобы выжить во Внешнем Мире. Позднее она была освобождена Джаксом, который арестовал Кано, но как только они прошли через портал на Землю, Кано сбежал обратно во Внешний Мир.
Соня была среди избранных воинов Земного Царства, души которых не забрал Шао Кан после вторжения на Землю в Mortal Kombat 3 (1995). Она столкнулась с Кано возле его крепости на вершине небоскрёба и после боя швырнула его с крыши. В Mortal Kombat 4 (1997) Соня становится членом «Агентства по исследованию Внешнего Мира» (англ. Outerworld Investigation Agency) при правительстве США, после её временного пребывания во Внешнем Мире и практически полного уничтожения Земли, вызванного вторжением Шао Кана. Тем не менее последний член «Чёрного Дракона», известный как Джарек, сбежал в Эдению, хотя Соня преследовала его. В результате чего Соня и Джакс объединяют свои усилия с Райдэном и Лю Каном, чтобы освободить королевство, захваченное падшим Старшим Богом Шинноком и предотвратить его вторжение на Землю. После поражения Шиннока, к которому неохотно был причастен Джарек, чтобы спасти себя, он попытался убить Соню, но вмешался Джакс и сбросил его со скалы. Вернувшиеся в Земное Царство Джакс и Соня находят в пустыне неисправного Сайракса, и вдвоём доставляют киборга к главному офису «Агентства по исследованию Внешнего Мира», где они восстанавливают ему человечность, после чего Сайракс присоединился к ним.
В Mortal Kombat: Deadly Alliance (2002), по заданию находившаяся на Востоке, Соня получает тревожное сообщение от Джакса, что «Агентство по исследованию Внешнего Мира» было уничтожено Шан Цзуном и Куан Чи. Затем она посетила Райдэна, который просил её посодействовать в борьбе против «Смертоносного союза» и предложил ей встретиться с другими героями на заброшенном острове Шан Цзуна, где у неё развилось небольшое соперничество с Фрост. Для того, чтобы заслужить право пройти во Внешний Мир, каждый воин должен был победить представленного ему или ей противника; к её удивлению, это был незнакомец с изображением красного дракона на спине. Соня не смогла найти пропавших агентов Сайракса и Кэнси, и была убита вместе с Джаксом, Джонни Кейджем, Кун Лао и Китаной в битве с превосходящими силами таркатанцев. Победа «Смертоносного союза» была недолгой, поскольку Онага выдвинул претензии на Внешний Мир, а также на амулет, с его способностью по желанию воскрешать мёртвых. Таким образом Онага возродил Соню и её павших товарищей, которые затем стали его рабами, пока их души не были освобождены зомбинированным Лю Каном и Эрмаком.
В Mortal Kombat: Armageddon (2006), Соня возвращается на Землю после поражения Онаги, с намерением продолжить борьбу с обоими кланами «Красного дракона» (англ. Red Dragon) и «Чёрного дракона», однако была вынуждена сосредоточиться на новой угрозе. В её отсутствие, значительно разросшийся клан Текунин (англ. Tekunin), нарушал закон, занимаясь незаконными межпространственными сделками с неизвестными сторонами, тем самым подрывая цивилизацию Земли. Соня преуспевает в том, чтобы вывести из строя Текунин их флагманский корабль, которым лично управляет Грандмастер Сектор. Затем она посылает команду во главе с её партнёром Джаксом, чтобы найти оставшихся в живых, однако они таинственным образом исчезают и Соня опасается возможной гибели Джакса. Она отслеживает сигнал самонаводящегося маячка, установленного на Тэйвене (сбежавшему благодаря её вмешательству) и в конце концов настигает его в Арктике, чтобы получить от него информацию, однако подвергается избиениям.
В числе одиннадцати бойцов, представляющих вселенную Mortal Kombat в неканоническом кроссовере Mortal Kombat vs. DC Universe (2008), Соня изучает пространственный дисбаланс в режиме истории, а после победы над Женщиной-кошкой, Баракой, Капитаном Марвелом и Зелёным Фонарём, они вместе с Джаксом возвращаются на базу, где воспользовавшись машиной для телепортации, пытаются попасть в другое измерение, по пути освобождая захваченного в плен Саб-Зиро. А когда ей всё же удалось найти Джакса, схваченного Зелёным Фонарём, Соня снова бросает ему вызов, однако она была побеждена и заключена в тюрьму; но как бы то ни было, потом они оба сбежали. Когда герои Земного Царства и злодеи Внешнего Мира объединяют усилия против захватчиков из другой вселенной, Соня неохотно взаимодействует с Кано, чтобы отследить посторонний энергетический сигнал, они побеждают Джокера и Детстроука, после того как сталкиваются с ними. Когда обе стороны, наконец, встретились в решающей заключительной битве, Соня снова стала драться с Женщиной-кошкой. В конце концов она потеряла сознание, а Райдэн и Супермен вступили в бой с Дарк Каном. После поражения Дарк Кана и разделения вселенных, Соня с её союзниками и врагами видит бессилие Дарксайда, оставшегося во дворце Шао Кана.
Сюжетные вехи в игре Mortal Kombat 2011 года, пересказывающие события временной шкалы первых трёх частей, объединяют Соню с Джаксом в его миссии по уничтожению «Чёрного Дракона», и вместе они преуспевают в том, чтобы захватить многие их тайники с оружием. Однако, когда их ключевой информатор, Кано, раскрыл себя, оказавшись высокопоставленным членом организации, Соня и Джакс сосредоточились исключительно на его поимке, после того как многие их товарищи погибли в засадах, устроенных бандитами. Это приводит их к турниру «Смертельная битва» на неизведанном острове Шан Цзуна, где Джакса схватили и заключили в тюрьму, и чтобы спасти его жизнь Соня была вынуждена участвовать в турнире, во время которого она неохотно знакомится с напыщенной кинозвездой Джонни Кейджем после отклонения его неоднократных попыток ухаживания. Соня вскоре сталкивается с самим Шан Цзуном, но Райдэну (чья личность была не знакома Соне в то время) пришлось вмешаться, прежде чем они смогли драться, и вместо этого в бою она побеждает Райдэна. После чего Райдэн позволяет Соне освободить раненного Джакса, но Шан Цзун уничтожает раздобытый ими транспорт и предоставляет Кано возможность бросить вызов Соне; она одерживает победу, однако ей было запрещено его арестовывать. Райдэн появляется вновь и излечивает раны Джакса, таким образом обоими появлениями даёт понять Соне как о своём присутствии, так и о её решающей роли в защите Земного Царства наряду с его избранными воинами. После победы Лю Кана над Шан Цзуном в первом турнире, Соню похители и держали в плену во Внешнем Мире, прежде чем её спас Джакс, но его руки были повреждены после столкновения с Эрмаком, поэтому она транспортирует его обратно в Земное Царство для оказания медицинской помощи и, следовательно, не принимает участия во втором турнире. Соня и Джакс воссоединились с другими земными воинами, поскольку вместе они собирались бороться с захватом власти Шао Кана. Вскоре они рассправились с королевой Синдел, в сочетании с последующей гибелью Лю Кана, из единственных выживших после кончины императора Шао Кана остались Соня и Джонни Кейдж.
Соня возвращается в качестве играбельного персонажа в Mortal Kombat X (2015). Спустя несколько лет после смерти Шао Кана в предыдущей игре, Шиннок и его войска нападают на Земное Царство, но Соня вместе с Джонни Кейджем и Кэнси помогают Райдэну заключить Шиннока в его собственном амулете. Двое позднее выслеживают Куан Чи, замещавшего Шиннока, им удаётся победить его и восстановить Джакса, а Саб-Зиро и Скорпиона вернуть к нормальной жизни. За последующие 20 лет, Джонни и Соня женились и разводились два последних раза, несмотря на то, что у них есть дочь Кэсси, предполагалось, что Соня часто ставила работу превыше своей семьи. Однако, после того, как Кэсси Кейдж побеждает Шиннока и спасает Земное Царство, они снова становятся семьёй.
В Mortal Kombat 11 Соня погибает во время миссии в Преисподней внутри завалов булыжников,но из-за воздействий Кроники на Пески Времени в Земном Царстве она появилась в облике,из Mortal Kombat 2011.

#### Дизайн

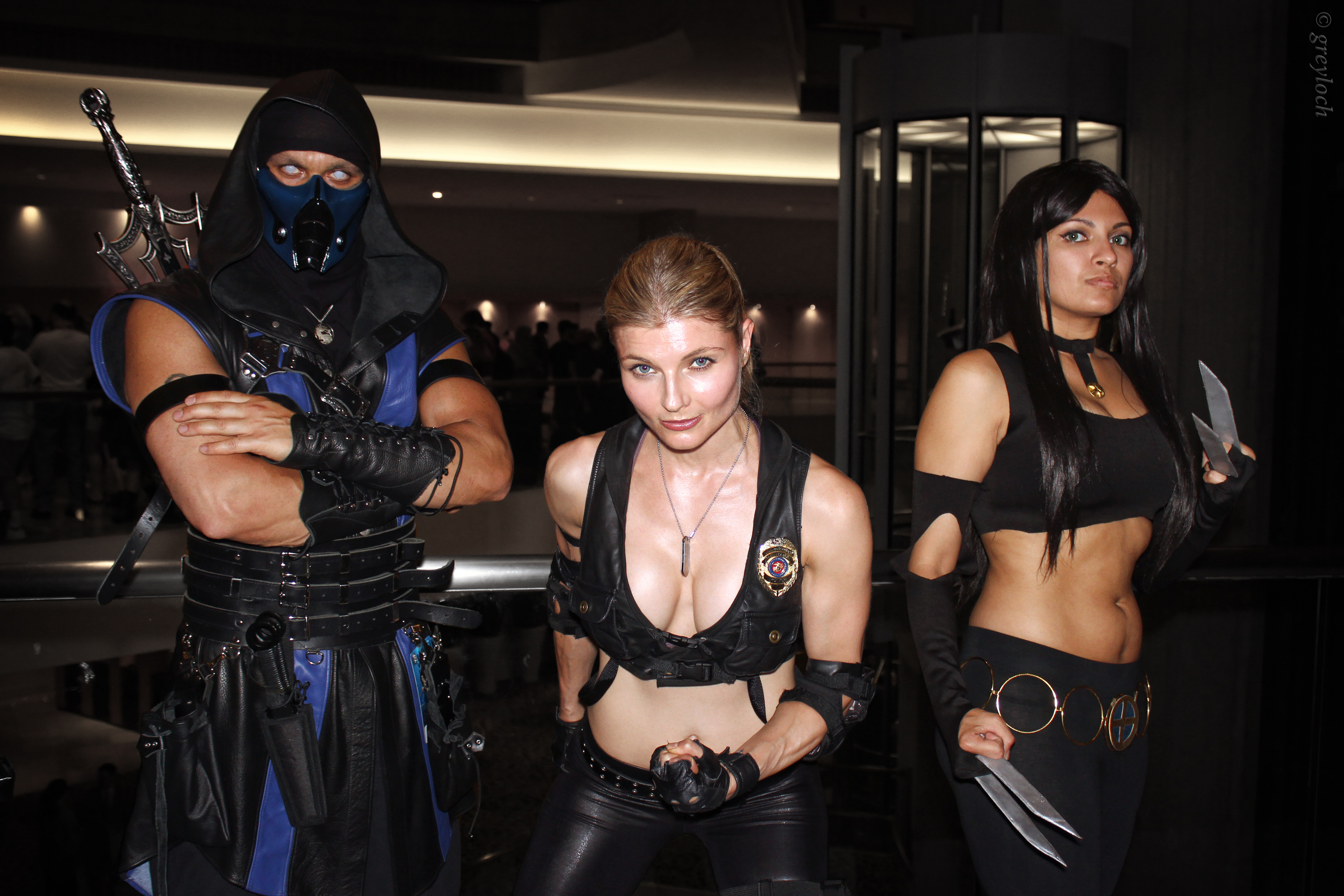
Косплей персонажей Mortal Kombat и «Люди Икс» на Dragon*Con 2013. Слева направо: Саб-Зиро, Соня Блейд и Икс-23, соответственно

Первоначально не было никаких планов относительно внесения Сони в список играбельных персонажей Mortal Kombat, содержащий только шесть бойцов. Она появилась после того как президент Williams дал команде разработчиков ещё шесть недель (прибавив их к десяти месяцам производства), чтобы отполировать игру. Сначала разработчики собирались добавить Джакса (или же Страйкера, согласно Джону Тобиасу), а потом решили, что им нужна «девушка-боец», таким образом появилась Соня, которой отдали заранее заготовленный сюжет. Прототипом персонажа послужила мастер боевых искусств и актриса Синтия Ротрок, которая утверждала, что создатели связывались с ней, когда она была на пике карьеры и обошлась бы слишком дорого для них. Ротрок сетовала, что в видеоигре использовали её образ и движения, а имя просто изменили, чтобы не платить авторские отступления, хотя в действительности она не имеет никакого отношения к проекту. Соня была названа в честь одной из сестёр Эда Буна, что подтверждает биографическая карточка персонажа Тани в специальном издании Mortal Kombat: Deception. Джон Тобиас, первоначальный автор и дизайнер большинства персонажей серии Mortal Kombat, говорил, что «такие как Лю Кан или Шан Цзун, представляли более мистические стороны истории, а подобные Джонни Кейджу, Соне или Джаксу, прибыли из мест, в большей степени основанных на реальности». Соня и Китана были важной составляющей игрового вымысла и архетипами остальных персонажей. Преобладание мужских черт в образе персонажей женского пола соответствовало предпочтениям целевой аудитории игроков, преимущественно мужской её части.
Соня и Кано были наименее популярными персонажами первой игры, поэтому команда решила заменить их, высвобождая обозримое пространство и время для новых персонажей (производители также заявили, что Соня была «выброшена» из игры в пользу взаимозаменяемой палитры Китаны и Милины в процессе разработки, чтобы можно было лучше конкурировать со Street Fighter II). В приключенческом спин-оффе Mortal Kombat: Special Forces ожидалось появление обоих играбельных персонажей как Джакса, так и Сони (с кодовым именем «Пантера»), однако сюжетная линия Сони снова была отброшена из-за крайних сроков, усугублённых внезапным уходом Джона Тобиаса из компании. Для неудавшегося проекта с рабочим названием Mortal Kombat 8 (который был отменён в пользу Mortal Kombat vs. DC Universe), образ Сони был «кардинально переделан», а весьма характерная предыстория, описывала её как «дочь техасского рейнджера». В 2011 году продюсер перезагрузки Шон Химмерик (англ. Shaun Himmerick) писал: «Мне нравится, как мы используем Соню в игре, я думаю, что она действительно великолепно зарекомендована в MK и должна позабавить фанатов». Стив Беран (англ. Steve Beran), арт-директор NetherRealm Studios говорил: «Когда вы смотрите на версию Сони или Скорпиона из первой [игры] Mortal Kombat, они практически смехотворны, настолько их костюмы были простыми. Вы должны позволить фанатам узнавать их любимых персонажей, однако не похоже, чтобы Соня носила трико и тренировочную одежду».
Согласно Марку Турмеллу (англ. Mark Turmell) из Midway Games, актриса Керри Хоскинс, приглашённая на роль Сони в Mortal Kombat 3 «дома начала получать телефонные звонки от детей, поскольку мы опубликовали её имя». Хоскинс, чьи тренировки боевыми искусствами составили «немногим Тансудо, а в прошлом рестлинг WWF и гимнастика», сказала, что её «попросили заняться Mortal Kombat после установления деловых отношений Midway с продюсерами NBA Jam». Отвечая на вопрос о её персонаже, она сказала: «Соня была задиристой цыпочкой. Она не прячется ни от кого и могла постоять за себя. Вы должны восхищаться этим».

#### Игровой процесс
Характерным приёмом для Сони стал её — «Leg Grab», а добиванием — «Kiss of Death», когда после заживо сожжённого противника остаётся только обугленный скелет. При её росте 1,75 м (5 футов 9 дюймов), Соня является одним из самых высоких женских персонажей, и благодаря длинным ногам заметно выделяется. Когда впервые она появилась в оригинальной игре Mortal Kombat, SNES Force описывала её как обладающую «лучшими прыжковыми навыками, чем любой из персонажей — её удар кулаком в воздухе и удар ногой в полёте работают хорошо против большинства оппонентов. Её силовая волна отлично подходит для сражений на дальних дистанциях, несёт ей хорошую повсеместную службу, хотя она довольно слаба». По мнению Nintendo Power, Соня может стать «Жонглирующим демоном» из Mortal Kombat Trilogy, если находится в руках опытного игрока. Total 64 полагали, что в Mortal Kombat Trilogy она «является изящным маленьким бойцом», чья единственная слабость заключается в том, что её атакам не хватает мощности, если сравнивать с некоторыми другими персонажами.

### В адаптациях

#### Кино и телевидение
Бриджитт Уилсон сыграла Соню в первом фильме «Смертельная битва» после того, как Камерон Диас, утверждённая на роль, повредила себе запястье во время обучения боевым искусствам и выбыла. Во время съёмок Уилсон самостоятельно выполняла трюки и получила прозвище «RoboBabe» (с англ. — «Рободетка») от режиссёра Пола Андерсона. Строгая индивидуальность и основная сюжетная линия персонажа оставались верны играм, как и её вендетта против Кано за убийство её (безымянного) напарника. Кано заманивает её на борт корабля Шан Цзуна, где она впервые встречает Джонни Кейджа и Лю Кана, и вступает в противостояние с Саб-Зиро. Шан Цзун заранее организовал на турнире поединок между Кано и Соней, в ожидании её поражения, чего не случилось, поскольку она прикончила Кано, хотя и отказывалась вначале потворствовать Шан Цзуну, заявив, что никто ей не «владеет». Однако позднее Соня была похищена Шан Цзуном, который доставил её в замок императора Шао Кана во Внешнем Мире, где колдун вызывает её на последний бой, в то время как она решительно отказывается непосредственно перед прибытием Лю Кана, Джонни Кейджа и Китаны. В новеллизации фильма подробно описывалась неудачная совместная операция спецназа и международной целевой группы по задержанию членов «Чёрного Дракона», в результате которой Кано убивает лейтенанта опергруппы, назначенного вместо ранее погибшего напарника Сони. В новеллизации также есть сцена борьбы с Джейд, которой Соня нанесла смертельный удар ногой в голову, прежде чем их поединок начался и Джейд поклонилась ей в ответ. В этой сцене также приводилось описание внешнего вида Сони, носившей «армейскую футболку» и «туго зашнурованные армейские ботинки». Соня снова стала одним из главных протагонистов наряду с Джонни Кейджем и Лю Каном в анимационном приквеле 1995 года «Смертельная битва: Путешествие начинается», в котором она была озвучена Дженнифер Хейл.
В сиквеле 1997 года «Смертельная битва 2: Истребление» роль Сони досталась Сандре Хесс, которая заменила Бриджитт Уилсон. Соня, опустошённая гибелью Джонни Кейджа, которого убил Шао Кан, впоследствии неохотно присоединяется к Райдэну в поисках местонахождения Джакса, вместе с которым ей удалось спастись, после того как они разгромили карательный отряд во главе с Сайраксом. Однако позднее они ссорятся друг с другом из-за продолжительной скорби Сони относительно преждевременной смерти Джонни Кейджа и её отказе сообщить Джаксу детали их миссии в Земном Царстве, и они расходятся ненадолго. В результате они воссоединяются с Лю Каном и Китаной, чтобы вместе попытаться остановить Шао Кана, предотвратив разрушение Земли. Соня имеет две боевые сцены в фильме, после расставания с Джаксом, оказавшись в яме с грязью, она наносит поражение Милине, однако когда Соня начинает драться с Эрмаком, из груди которого появляется сгусток, трансформировавшийся затем в Нуб Сайбота, причём оба они нападают на неё, вмешивается Джакс и только вместе им удаётся отбиться.
Соня, озвученная Оливией д’Або, стала одним из главных героев мультсериала 1996 года «Смертельная битва: Защитники Земли». В частности Соне принадлежала крылатая фраза: «Время битвы!», а её персонаж изображался грубым, зачастую сталкивающимся с индивидуальностью Райдэна, в то время как её случайная порывистость в бою иногда приводила к нежелательным последствиям для её товарищей. Её вендетта против Кано была подробно рассмотрена в двух отдельных эпизодах, в которых Кано, как было показано, убил её напарника, Векслера, названного в честь продюсера Джошуа Векслера (англ. Joshua Wexler). В эксклюзивной сюжетной линии, она вместе с Китаной разыскивала пару волшебных мечей и подружилась с Кабалом, узнав о его инвалидности и последующих предрассудках.
Согласно сюжету «Смертельная битва: Перерождение» 2010 года режиссёра Кевина Танчароена, предвосхищавшему премьерой короткометражного фильма полноценный перезапуск от Warner Bros., Соня, роль которой сыграла Джери Райан, лейтенант вымышленного полицейского департамента Дикон-Сити, появляется во время допроса Джаксом Хандзо Хасаси, известного как Скорпион. Райан снова сыграла роль Сони в первых двух эпизодах веб-сериала 2011 года «Смертельная битва: Наследие», где её героиня продолжала собирать доказательства против «Чёрного Дракона». Вследствие чего, Соня, одержимая поимкой Кано, сама была схвачена, вынуждая Джакса и Страйкера проводить рейд на складе, где преступники осуществляли свою деятельность. Несмотря на то, что Джаксу всё-таки удалось спасти Соню, однако его руки были сильно повреждены из-за взрыва гранаты, раздавшегося за кадром. Во втором сезоне ожидалось возвращение Райан, однако актриса отказалась, в связи с продолжительными съёмками в третьем сезоне телесериала «Следствие по телу». В интервью MovieWeb 2011 года она сказала, что была знакома с серией, хотя никогда не играла в игры, а исполняла эту роль в качестве одолжения другу. Она также пошутила, что оказалась единственной в актёрском составе, кто не был мастером боевых искусств. Танчароен заявил на Comic-Con, что Райан может вернуться в третьем сезоне, однако будущее серии представляется сомнительным после того, как он оставил франшизу в октябре 2013 года.

#### Другие медиа
В сериях комиксов Mortal Kombat от Malibu Comics, Соня появляется вместе с персонажами из первой игры, за исключением Рептилии, в минисерии 1994 года «Blood & Thunder», причём сюжет первого выпуска был позаимствован из комиксов MK, автором которых был Джон Тобиас, подробно описывающий её настойчивые поиски Кано наряду с её товарищами из спецназа, в то время как он скрывался на джонке, следовавшей на турнир, а разница заключается в том, что Соня свободно передвигается на острове, и расспрашивает Шан Цзуна непосредственно про Кано, то есть она не была захвачена, вынужденная бороться согласно сюжетной линии первой игры. Сопровождающим в серии напарником Сони стал оригинальный персонаж по имени Лэнс, оснащённый кибернетической рукой (напоминающей металлические руки Джакса в MK3), который также участвовал в турнире, однако уже во втором номере его убил Кано. В четвёртом номере, в то время как персонажи оказались в затруднительном положении во Внешнем Мире, Джонни Кейдж встречает правителя маленькой деревни, женщину, которая выглядит в точности как Соня, и нагло целует её. За такую провинность Айнос (имя «Соня», написанное наоборот) немедленно приговаривает его к смерти, однако вмешивается настоящая Соня; вдвоём с Кейджем, им удаётся справиться с самозванкой, после чего между двумя комбатантами складываются дружеские отношения. В шестом номере Соня ловко справляется в битве с Кано, причём она не была замечена в остальной части комикса, а вот в заключении минисерии «Tournament Edition» одерживает победу в битве над Милиной, которая вначале ранила её саем, основной же сюжет завершается тем, что Соне и Джаксу всё-таки удалось поймать Кано. В следующей минисерии 1995 года «Battlewave», Соня узнаёт о жестоком нападении на Джакса и, заручившись поддержкой Кейджа, приступает к расследованию. Убеждённая в том, что только кто-то из Внешнего Мира мог нанести такие травмы, она возвращается на остров Шан Цзуна, и сама подвергается внезапному нападению Кинтаро, а затем попадает в крепость Шао Кана. Рептилия усыпляет её сознание, чтобы подготовить одурманенную Соню к брачной церемонии с императором, однако в финале земные воины нарушают церемонию, и Соня сама выходит из транса. В последнем номере представлен также дополнительный рассказ под названием «Every Dog Has Its Day» (с англ. — «Каждая собака имеет свой день»), в котором рассматривались отношения между Соней и Кейджем после того, как она снялась в его последнем фильме. В минисерии 1995 года «U.S. Special Forces», состоящей из двух выпусков, она и Джакс разыскивают оригинального персонажа по имени Роджэк из «Чёрного Дракона». Соня была единственным персонажем на протяжении всей серии Malibu Comics, которая никогда не упоминала себя в третьем лице.
В неканоническом коротком рассказе-приквеле к Mortal Kombat 3, спонсором которого выступила компания CD Projekt, а опубликовал его в 1995 году польский журнал Secret Service, Китана и Милина, действующие по поручению Шао Кана, нападают на Соню, и пока она отбивается от Китаны, Джонни Кейдж, подоспевший на помощь, спасает её от угрозы со стороны Милины. В романе Джеффа Ровина «Смертельная битва» 1995 года, Соня внедряется в банду «Чёрный Дракон» под вымышленным именем преступницы Хильды Шталь. Её целью был Шан Цзун, желавший заполучить амулет, спрятанный где-то в Китае, и нанявший бандитов для его поисков; хотя у Сони также были личные счёты с Кано, который убил её жениха несколькими годами ранее. Она отправилась на юг после внезапного вмешательства Райдэна, Шан Цзуна и Горо, в результате чего Соня раскрывает свои истинные намерения и её похищают. Соне удаётся сбежать из заточения, после того как сорвалась церемония ритуального жертвоприношения, проводимая Баракой, прежде чем произошла её потасовка с Кано, который тем не менее ускользнул от неё.
Керри Хоскинс, сыгравшая персонажа в игре Mortal Kombat 3 и театральном шоу «Mortal Kombat: Live Tour», рассказала в интервью 2010 года The Gaming Liberty, что она также пробовалась на роль Сони в «Смертельная битва 2: Истребление», но «не прошла последний отбор трёх девушек» в связи с отсутствием актёрского опыта. Она восторгалась тем, что её опыт «был бунтом» в «Mortal Kombat: Live Tour», поскольку ощущала себя тогда «рок-звездой». Хоскинс также пояснила, что шоу акцентирует внимание молодых людей на занятиях боевыми искусствами, в то время как актёры посетят учебные заведения, чтобы выступить с мотивационной речью перед студентами.

#### Продвижение и мерчандайзинг
В 2011 году британская модель Карли Бэйкер (англ. Carlee Baker) оделась также как Соня для трейлера под названием «Sonya Blade Kasting» и официальной фотосессии вместе с двумя другими женщинами, которые были в костюмах Милины и Китаны. В том же году они все втроём выступали в шоу «Круче не придумаешь».
Разнообразные вариации персонажа были выпущены в разное время производителями игрушек, среди которых представлены фигурки Hasbro (1994), Toy Island (1996), Infinite Concepts (1999) и Palisades Toys (2000). В 2012 году Syco Collectibles ограниченным тиражом в линейном ряде Mortal Kombat Enchanted Warriors выпустила статуэтку Сони масштабом 1/6 в её основной экипировке из MK2011, тогда как другая, более крупная в её альтернативном костюме, была выпущена в 2013 году.

## Приём
Соня получила в целом положительные отзывы, причём рецензенты охотно отмечали её сексуальность в сочетании с выносливостью. Бразильский журнал SuperGamePower упомянул её в статье о «музах» среди видеоигр, охарактеризовывая, не иначе как «более реалистичная, по сравнению с Чунь Ли и Кэмми, Соня превалирует» между 1993 и 1996 годами, вплоть до появления Лары Крофт. Secret Service в 1996 году посчитал её вторым лучшим бойцом среди десяти женщин за всю историю жанра. В статье 1998 года Saturn Power также упомянул Соню среди женских персонажей, куда более смертоносных, чем их коллеги мужчины по играм-файтингам. GamesRadar позднее описывал Соню как одну из примечательных крошек в играх начала 1990-х годов.
Соня принимала участие в неофициальном турнире 2008 года «Королева Железного Кулака», организованном Unreality Mag, и победила Анну Уильямс, хотя уступила Айви Валентайн. В соответствии с выбором MTV лучших крошек в видеоиграх за 2011 год, она заняла 2-е место: «Немногие игровые малышки изображают необузданную сексуальность лучше и куда эффектнее, чем эта легендарная оперативница, которая имеет внешность Барби и навыки рукопашного боя G.I. Joe». В том же году UGO рассматривал её 3-й среди наипрекраснейших женщин бойцов в играх-файтингах, обращая внимание на то, что «в её ранних появлениях, Соня Блейд не была такой сексуальной как другие женщины в этом списке, однако её набор приёмов более чем компенсирует это». Росс Линкольн из GameFront назвал её бюст из новой игры 2011 года 32-м среди самых великолепных в истории видеоигр, и подметил саркастически: «Вслед за Mortal Kombat, создатели игр-файтингов решили, что большая, едва прикрытая грудь будет лучшей защитой в бою». MSN называл Соню Блейд воплощением современной женщины, утверждая при этом, что она «независимая, жёсткая и готовая пожертвовать собой ради друзей». В 2014 году бразильский портал Portal PlayGame представил список самых сексуальных игровых персонажей, в котором Соня заняла 69-е место, в то время как в рейтинге WatchMojo.com она стала последней.
Game Rant в 2011 году указал её 7-й среди 10-и самых потрясающих персонажей Mortal Kombat, более того предполагалось, что она «не так уникальна, как некоторые другие комбатанты списка». UGO в 2012 году, называя её «горячей, мужеподобной», определил для Сони 8-е место в рейтинге 50-и лучших персонажей серии. В том же году она расположилась на 7-м месте в списке Cheat Code Central 10-и смертоносных комбатантов: «Задиристая армейская цыпочка была очень популярной в 1990-х годах, а сейчас она составляет малую долю женских персонажей, которые действительно обалденны». FHM включил её «Double Split» из Mortal Kombat 2011 года в список 9-и самых жестоких добиваний этой игры. Соня заняла 18-е место среди персонажей серии Mortal Kombat, по итогам онлайн-опроса 2013 года, причём вошла в Топ-20 величайших из них, а Эндрю Бриджмен из Dorkly выразил мнение, что хотя Соня может показаться сексапильной, «однако по сравнению с Милиной, она выглядит как монашка». GamesRadar в 2015 году представлял новых бойцов из Mortal Kombat X, а персонаж Сони «куда более всесторонне развитый и полностью реализованный» оказался среди старых фаворитов. В том же году Соня была представлена в качестве единственной женщины в списке 10-и самых культовых персонажей Mortal Kombat всех времён, а Джейсон Галлахер из GameRant, «при всём уважении к Китане, Джейд и Милине», назвал её «самой узнаваемой женщиной в истории франшизы».
UGO среди 100 выдающихся боевых сцен кинематографа в 2010 году рассматривал 19-м её поединок с Кано из первого фильма «Смертельная битва». Complex в 2011 году определил для Бриджитт Уилсон, исполнявшей роль Сони, 12-ю позицию в рейтинге 15-и соблазнительных женщин в фильмах по видеоиграм, причём коэффициент сходства составил всего 29 %. В своей статье 1995 года Леонард Питтс сослался на сцену из фильма, где Соня оказалась в заложниках, в качестве подтверждения того, что «сексизм по-прежнему преобладает в боевиках».